# 배인호
배인호(1994년 8월 11일 ~ )은 대한민국의 남자 배구 선수이며, 전 안산 OK저축은행 러시앤캐시의 선수이다. 2016-2017 신인 드래프트에서 수련선수로 안산 OK저축은행 러시앤캐시에 입단하였다.

## 안산 OK저축은행 러시앤캐시시절

### 2016-2017시즌
원포인트 서버로 종종 출전하였다.
17-18 시즌 심경섭이 전역하여, 자유신분공시 되었다.

## 에피소드
- 단신임에도 불구하고 공격력이 뛰어나다.